# Epactoides tiinae
Epactoides tiinae är en skalbaggsart som beskrevs av Olivier Montreuil 2005. Epactoides tiinae ingår i släktet Epactoides och familjen bladhorningar. Inga underarter finns listade i Catalogue of Life.